# Кубок Мероде
Кубок Мероде (англ. Mérode Cup, фр. Coupe de Mérode) — драгоценная чаша из позолоченного серебра, украшенная эмалью, некогда принадлежавшая знатной бельгийской семье Мероде. Чаша была изготовлена около 1400 года, вероятно, в Бургундии, Франция. Из-за сложной техники эмали, известной как витражная эмаль (plique-à-jour), кубок долгое время считался подделкой.
Техника витражной эмали напоминает перегородчатую эмаль, однако при создании витражной эмали полоски металла, служащие основной рисунка, после нанесения и застывания красочного состава удаляются, благодаря чему достигается эффект полупрозрачности и сияния. Этот метод был подробно описан Бенвенуто Челлини в XVI столетии и в XIX веке считался изобретением эпохи Возрождения. В настоящее время установлено, что кубок Мероде является самым ранним из сохранившихся примеров использования техники витражной эмали.
Размеры кубка составляют: 10 см в диаметре и 17,5 в высоту. Эмалевые вставки на самой чаше и на крышке изображают стрельчатые готические окна с арками, сложный орнамент между «окнами» содержит изображения растений и птиц, различимы виноградные лозы, розы и павлины. На позолоченной основе также выгравированы растительные орнаменты и фигуры птиц.